# Daucus tenuisectus
Daucus tenuisectus là một loài thực vật có hoa trong họ Hoa tán. Loài này được Coss. ex Batt. mô tả khoa học đầu tiên năm 1919.